# NGC 4136
NGC 4136 is een balkspiraalstelsel in het sterrenbeeld Hoofdhaar. Het hemelobject werd op 13 maart 1785 ontdekt door de Duits-Britse astronoom William Herschel.

## Synoniemen
- UGC 7134
- MCG 5-29-25
- ZWG 158.34
- KUG 1206+302
- IRAS 12067+3012
- PGC 38618